# 未解決
| ウィキペディアには「未解決」という見出しの百科事典記事はありません（タイトルに「未解決」を含むページの一覧/「未解決」で始まるページの一覧）。 代わりにウィクショナリーのページ「解決」が役に立つかもしれません。 |